# William Brown (Politiker, 1779)
William Brown (* 19. April 1779 im Frederick County, Virginia; † 6. Oktober 1833 in Jacksonville, Illinois) war ein US-amerikanischer Politiker. Zwischen 1819 und 1821 vertrat er den Bundesstaat Kentucky im US-Repräsentantenhaus.

## Werdegang
William Brown besuchte die öffentlichen Schulen seiner Heimat Virginia. 1784 kam er mit seinem Vater in das Bourbon County im späteren Kentucky. Um das Jahr 1795 zog die Familie nach Cynthiana im Harrison County. Nach einem Jurastudium und seiner Zulassung als Rechtsanwalt begann er in diesem Beruf zu arbeiten. Im Britisch-Amerikanischen Krieg von 1812 war Brown Oberst in der US Army.
Politisch war er Mitglied der Demokratisch-Republikanischen Partei. Vor seiner Zeit als Kongressabgeordneter gehörte er dem Repräsentantenhaus von Kentucky an. Bei den Kongresswahlen des Jahres 1818 wurde er im dritten Wahlbezirk von Kentucky in das US-Repräsentantenhaus in Washington, D.C. gewählt, wo er am 4. März 1819 die Nachfolge von Richard Mentor Johnson antrat. Bis zum 3. März 1821 absolvierte Brown eine Legislaturperiode im Kongress. Nach seiner Zeit im US-Repräsentantenhaus zog er sich aus der Politik zurück. Im Jahr 1832 zog Brown nach Jacksonville in Illinois, wo er am 6. Oktober 1833 starb.